# Spelaeornis reptatus
A Spelaeornis reptatus a madarak osztályának verébalakúak (Passeriformes) rendjébe és a timáliafélék (Timaliidae) családjába tartozó faj.

## Rendszerezése
A fajt Charles Thomas Bingham ír természettudós írta le 1903-ban, az Urocichla nembe Urocichla reptata néven. Szerepelt a Spelaeornis chocolatinus alfajaként, Spelaeornis chocolatinus reptatus néven is.

## Előfordulása
Délkelet-Ázsiában, India, Kína, Mianmar és Thaiföld területén honos. Természetes élőhelyei a szubtrópusi és trópusi hegyi esőerdők és magaslati cserjések. Állandó, nem vonuló faj.

## Megjelenése
Testhossza 12 centiméter.

## Természetvédelmi helyzete
Az elterjedési területe nagyon nagy, egyedszáma pedig stabil. A Természetvédelmi Világszövetség Vörös listáján nem fenyegetett fajként szerepel.